# Kuhlenbau
Der Kuhlenbau ist ein Abbauverfahren, das eine Art des Tagebaus darstellt. Das Verfahren wurde bereits in der Steinzeit beim Feuersteinbergbau angewendet. Später wurde das Verfahren auch zum Abbau von Ton verwendet. Zudem wurde der Kuhlenbau in der vorindustriellen Phase des Braunkohlebergbaus im Rheinland, in der Ville bei Brühl-Unkel, eingesetzt. Dennoch hatte dieses Abbauverfahren ebenso wie der Tummelbau nur lokale Bedeutung. Das Verfahren ist ein regelloser Tagebau, der oftmals von Eigenlöhnern durchgeführt wurde. Es war praktisch der Übergang vom Tagebau zum Untertagebau, deshalb wird es auch „unechter Tagebau“ genannt. Das Verfahren ist geeignet für Lagerstätten mit geringmächtigem Hangenden und wenig bis gut haltbarem Liegenden. Es wurde noch bis in die zweite Hälfte des 19. Jahrhunderts im Braunkohlenbergbau angewendet. Allerdings wurde der Kuhlenbau zum Abbau von Braunkohle seltener angewendet als der Tummelbau.

## Grundlagen und Geschichte
Bereits in der Jungsteinzeit betrieben die damaligen Menschen Bergbau in verschiedenen Formen des Tagebaus. Eine davon ist der Kuhlenbau, bei dem die damaligen Menschen kleine meist trichterförmige Löcher durch das Deckgebirge gruben, um an die darunter liegenden Mineralien zu gelangen. Die Kuhlen, die man anlegte, waren in der Regel mannstief. Zudem wurden sie teilweise nur mit einem geringen Durchmesser angelegt. Gewonnen wurde anschließend das Rohmaterial, das zur Herstellung z. B. von Faustkeilen geeignet war. Voraussetzung ist bei dieser Form des Bergbaus mit einfachen Handwerkzeugen ein leicht abzutragendes Deckgebirge. Als Handwerkzeuge nutzten die damaligen Menschen einfache Steinwerkzeuge wie den Faustkeil und aus Hirschgeweihen gefertigte Werkzeuge. Im Mittelalter wurde der Kuhlenbau auch zur Gewinnung von Ton angewendet. Man wendete den Kuhlenbau bei der Gewinnung von Töpferton für den Kleinbedarf an. Es wurde dabei in der Regel nur die Menge an Ton abgebaut, die für einige Monate Töpferarbeit benötigt wurde. Der Arbeiter trennte während des Grabens den nutzbaren Ton vom Abraum, indem er den Abraum auf die eine Seite und den Ton auf die andere Seite der Kuhle warf. Die jeweiligen Kuhlen wurden in der Regel solange benutzt, bis hinzutretendes Tagwasser den Abbau nicht mehr zuließ. Teilweise wurden die Kuhlen aber bereits dann nicht mehr genutzt, wenn das Graben zu beschwerlich wurde. Man legte dann einfach eine neue Kuhle wenige Meter neben der alten Kuhle an. Durch diese Vorgehensweise wurden oftmals große Flächen regelrecht verwüstet. Damit durch die Kuhlen niemand körperlich zu Schaden kommen konnte, gab es damals bereits örtliche Regelungen die Kuhlen nach Gebrauch wieder zuzuschütten. Auch im Braunkohlenbergbau wurde dieses Abbauverfahren bereits in der vorindustriellen Phase zum Abbau von Braunkohle genutzt. Allerdings hatte dieses Verfahren etliche Mängel und Nachteile. Man versuchte deshalb seit dem Jahr 1816 diese Mängel auszubessern. Trotz allem waren im Braunkohlenbergbau selbst im Jahr 1854 allein im Bergamtsbezirk Düren noch zwölf Bergwerke aktiv, auf denen die Braunkohle mittels Kuhlenbau abgebaut wurde.

## Das Verfahren
Bei diesem Abbauverfahren teuft man zunächst einen viereckigen oder runden Schacht mit einer Fläche von bis zu 16 Quadratfuß. Die Schächte werden durch das Deckgebirge bis auf die Lagerstätte geteuft. Eine Schachtzimmerung wird nur selten benötigt, da die Schächte nur eine kurze Zeit erhalten bleiben. Es muss jedoch stets darauf geachtet werden, dass die Stöße des Schachtes fest stehen bleiben. Falls jedoch eine Zimmerung erforderlich ist, dann besteht diese nur aus Spreizen. Die Stöße werden in der Regel seiger erstellt. Bei Deckschichten mit geringerer Standfestigkeit können diese gegrabenen Schächte auch trichterförmig erstellt werden. Das Verfahren mit geböschten Stößen hat sich besser bewährt und wurde auch bergrechtlich vorgeschrieben. Die Böschungen werden mit einer Neigung von 45° erstellt. Durch diese Bauweise haben diese Löcher an der Tagesoberfläche einen Durchmesser, der etwa viermal so groß ist wie an der Sohle.
Der nun entstandene, bis zum natürlichen Wasserstand reichende, Hohlraum wird Kuhle genannt. Der Ansatzpunkt für die erste Kuhle wird idealerweise an einem Abhang gewählt, damit der Abraum für die erste Kuhle nicht abtransportiert werden muss. Das Mineral (z. B. Braunkohle) wird mittels einfachem Gezähe wie Keilhaue und Spaten hereingewonnen. Anschließend wird das Mineral mit einem Haspel hochgefördert. Zwischen den einzelnen Kuhlen bleibt jeweils ein Sicherheitspfeiler stehen, dieser Pfeiler wird Kuhlenwand genannt. Die Kuhlenwände haben je nach Flözmächtigkeit und Druckverhalten des Deckgebirges eine Stärke von 0,95 Meter bis 1,9 Meter. Auf diese Art und Weise hat jede Kuhle in der Regel zwei Stützen gegen das feste Feld. Wenn der nutzbare Rohstoff aus der Kuhle abgebaut ist, wird der Abraum der nächsten Kuhle in die vorher abgebaute Kuhle gestürzt. Durch diese Vorgehensweise muss der Abraum nicht abgefördert und deponiert werden. Außerdem ist das Verfahren auch auf kleineren Grundstücken geeignet.

## Nachteile des Verfahrens
Die Abbauverluste betragen bei diesem Verfahren bis zu 54 Prozent. Ist es nicht möglich, die Kuhlen bis auf den natürlichen Grundwasserspiegel zu erstellen, können die Abbauverluste noch höher liegen. Um diese Abbauverluste zu minimieren, werden die Sicherheitspfeiler teilweise geraubt, indem man seitliche Nischen in den Pfeiler treibt. Damit das Deckgebirge nicht während des Grabens in die Kuhle stürzt, kann jeweils nur eine kleine Nische gegraben werden. Anschließend wird der unterhöhlte Abraum in die Kuhle gestürzt und der restliche Pfeiler abgebaut. Dieses Verfahren eignet sich jedoch nur bei Braunkohlen, die stabil und haltbar sind. Damit der Abbau über mehrere Jahre erfolgen kann, ist ein entsprechend großes Grubenfeld erforderlich.
Problematisch ist der Abbau im Winter, da die Kohlen dann nicht trocknen. Auch die Größe der Kuhlen ist nicht ohne Probleme zu verändern. Bei zu großen Kuhlen würde der Abbau zu lange dauern und durch Witterungseinflüsse würden die Sicherheitspfeiler geschwächt werden, sodass sie dem seitlichen Druck nicht mehr standhalten könnten und einbrechen würden. Bei stark eisenkieshaltiger Braunkohle kann es zur Selbstentzündung der Sicherheitspfeiler kommen. Gefährlich ist das Aufstellen des Haspels auf dem lockeren Deckgebirge, insbesondere dann, wenn die Kuhlenstöße seiger geteuft werden. Hier kann es leicht passieren, dass die Seitenstöße einbrechen und die lockeren Gebirgsmassen in die Kuhle stürzen. Durch den Abbau mittels Kuhlenbau wurde die Oberfläche des Geländes häufig großflächig gestört. Hinzu kommt, dass das Abbauverfahren sehr unwirtschaftlich war. Aufgrund der vielen Nachteile wurde dieses wenig rationelle Verfahren durch den regelmäßigen Tagebau verdrängt.